# Onthophagus salvazai
Onthophagus salvazai es una especie de insecto del género Onthophagus, familia Scarabaeidae, orden Coleoptera.

Fue descrita científicamente por Paulian en 1978.